# Långtjärnen (Tärna socken, Lappland, 725931-152325)
Långtjärnen är en sjö i Storumans kommun i Lappland och ingår i Umeälvens huvudavrinningsområde. Sjön har en area på 0,236 kvadratkilometer och ligger 432,2 meter över havet.

## Delavrinningsområde
Långtjärnen ingår i det delavrinningsområde (725874-152175) som SMHI kallar för Mynnar i Storuman. Medelhöjden är 478 meter över havet och ytan är 7,23 kvadratkilometer. Räknas de 52 avrinningsområdena uppströms in blir den ackumulerade arean 578,99 kvadratkilometer. Kirjesån som avvattnar avrinningsområdet har biflödesordning 2, vilket innebär att vattnet flödar genom totalt 2 vattendrag innan det når havet efter 311 kilometer. Avrinningsområdet består mestadels av skog (91 procent). Avrinningsområdet har 0,35 kvadratkilometer vattenytor vilket ger det en sjöprocent på 4,9 procent.